# لحظات (أغنية ون دايركشن)
«لحظات» (بالإنجليزية: Moments)‏ هي أغنية من قبل فرقة الفتيان الإنجليزية-الأيرلندية ون دايركشن من ألبومهم الإستديو الأول، مستيقظين طوال الليل (2011). كُتبت بواسطة إد شيران، وسي هولبرت، منتج الأغنية. في 2011، كما أخبر عضو ون دايركشن هاري ستايلز شيران أن فرقة الفتيان لم يكن لديها ما يكفي من الأغاني لألبومها، فقدم شيران أغنية «لحظات» كمسار لن يقوم شيران «باستخدامه».
الأغنية عبارة عن سرعة إيقاع بوب بالاد متوسط عن حب ضائع بسبب المسافة أو، كما توقع المشجعون، الموت. تتضمن الآلات الموسيقية قيثارة معزوفة وخطوط بيانو متوسطة. تلقي البالاد مراجعات إيجابية بشكل عام من نقاد الموسيقى، والذين لاحظوا بروز الأغنية وأثنوا علي تكوينها. عند إصدار ألبوم مستيقظين طوال الليل، تم ترسيم أغنية «لحظات» في المناطق السفلية علي قوائم الأغاني الفردية لأستراليا، وكندا، والمملكة المتحدة بسبب مبيعات التحميل الرقمي القوية. أدت فرقة ون دايركشن الأغنية في جميع جولاتهم الموسيقية الرئيسية الثلاثة: جولة مستيقظين طوال الليل (2011–12)، وجولة خذني إلي المنزل (2013) وجولة أين نحن (2014).

## وصلات خارجية
- «لحظات» علي Musicnotes.com (إيمي ميوزيك للنشر)